# Vijayawada
Vijayawada (in telugu విజయవాడ, Vijayavāḍa), nota anche come Bezwada o Bezawada, è una suddivisione dell'India, classificata come municipal corporation, di 825 436 abitanti, situata nel distretto di Krishna, nello stato federato dell'Andhra Pradesh. In base al numero di abitanti la città rientra nella classe I (da 100 000 persone in su).
Letteralmente Vijayawada si traduce in "Luogo della Vittoria". È la terza città più grande dell'Andhra Pradesh e si trova sulle rive del fiume Krishna verso meridione, è delimitata dalle colline Indrakeeladri a ovest e dal torrente Budameru a nord. Il fertile delta del Krishna si estende da Vijayawada verso il Golfo del Bengala a est. Ci sono molti canali che passano attraverso Vijayawada per irrigare i terreni agricoli in tutto il delta. Vijayawada è situato lungo la ferrovia Madras-Howrah, e Madras-Delhi ed è fra i principali nodi ferroviari dell'India meridionale. Le autostrade nazionali 5 e 9 passano attraverso la città.

## Geografia fisica
La città è situata a 16° 31' 0 N e 80° 37' 0 E e ha un'altitudine di 11 m s.l.m.

## Società

### Evoluzione demografica
Al censimento del 2001 la popolazione di Vijayawada assommava a 825 436 persone, delle quali 436 366 maschi e 389 070 femmine. I bambini di età inferiore o uguale ai sei anni assommavano a 99 052, dei quali 51 315 maschi e 47 737 femmine. Infine, coloro che erano in grado di saper almeno leggere e scrivere erano 586 059, dei quali 310 386 maschi e 275 673 femmine.